# Гололобые нототении
Гололобые нототении (лат. Notothenia) — род костистых рыб из отряда окунеобразных (Perciformes). По данным филогенетического анализа, возникли примерно 47 миллионов лет назад.
Длина тела различных видов колеблется от 45 до 90 см, вес — от 1,5 до 9 кг. Чешуя мелкая. Жаберная крышка без шипов. Боковых линий обычно две. Рот небольшой, клыковидных зубов нет. Морские, преимущественно придонные, рыбы, но некоторые виды летом встречаются в толще воды, где кормятся крилем. 
Распространены главным образом в Антарктике, у берегов Патагонии и субантарктических островов. Промысловая рыба.
Из-за обитания в ледяных и гипероксигенированных водах Южного океана количество изоформ гемоглобина, по сравнению с рыбами обитающими в умеренных широтах, уменьшено, и они имеют меньшее сродство к кислороду. Также, в крови находятся антифризные гликопротеины (AFGP) из-за обитания в холодной воде.

## Виды
- Notothenia angustata — узкая нототения[1]
- Notothenia coriiceps Richardson, 1844 — нототения широколобка, или субантарктическая гололобая нототения[1]
- Notothenia cyanobrancha Richardson, 1844
- Notothenia microlepidota
- Notothenia neglecta Nybelin, 1951 — гладкоголовая нототения, или антарктическая гололобая нототения[1]
- Мраморная нототения Notothenia rossii — наиболее крупный представитель рода
- Notothenia trigramma Regan, 1913